# Changi

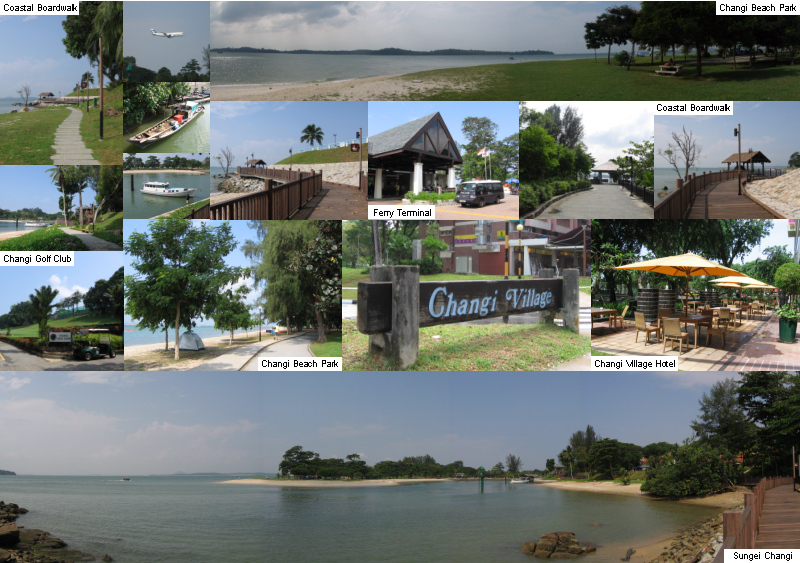
Een collage van Changi Point, met afbeeldingen van Sungei Changi (Changi Rivier), Changi Beach Park, Changi Golf Club, Changi Point Coastal Walk, Changi Point Ferry Terminal, en Changi Village Hotel.

Changi is een plaats (kampung) aan de oostkust van het eiland Singapore in de republiek Singapore. De internationale luchthaven van Singapore, Changi Airport, ligt ten zuiden van deze plaats. Veel van de gebouwen in Changi zijn nog in de oorspronkelijke stijl. Door de ligging van de plaats is het gebied in zijn ontwikkeling achtergebleven bij de rest van Singapore. Changi heeft ook een strand, het rustige Changi Beach. Verder zijn er een aantal oude tempels te bezichtigen. Ook is er een haven bij het dorp waarvandaan men boottochten kan nemen naar andere eilanden in Singapore, zoals Ubin.

## Geschiedenis
Tijdens de Tweede Wereldoorlog was Changi een krijgsgevangenenkamp, de gevangenis van Changi. De Japanse bezetter van Singapore bracht hier de geallieerde krijgsgevangenen onder. Het kamp was gesitueerd in en rond de Britse legerbarakken. Op het hoogtepunt verbleven hier 150.000 krijgsgevangenen, waarvan er 10.000 overleefden tot het einde van de oorlog. James Clavell is een van de beroemdste overlevenden. Hij schreef over zijn ervaringen in het boek King Rat.
Na de bevrijding waren het de Japanse krijgsgevangenen die hier werden gedetineerd, vaak bewaakt door hun voormalige slachtoffers. Hier ook werden ze berecht door Britse rechters en vanaf 6 april 1946 werden tientallen Japanse officieren hier opgehangen.

### Kempetai
In Changi was ook het Hoofdbureau van de Kempeitai (de Japanse geheime politie) van Singapore gevestigd waar vele gevangenen ernstig mishandeld zijn omdat de Japanners dachten dat het spionnen waren.

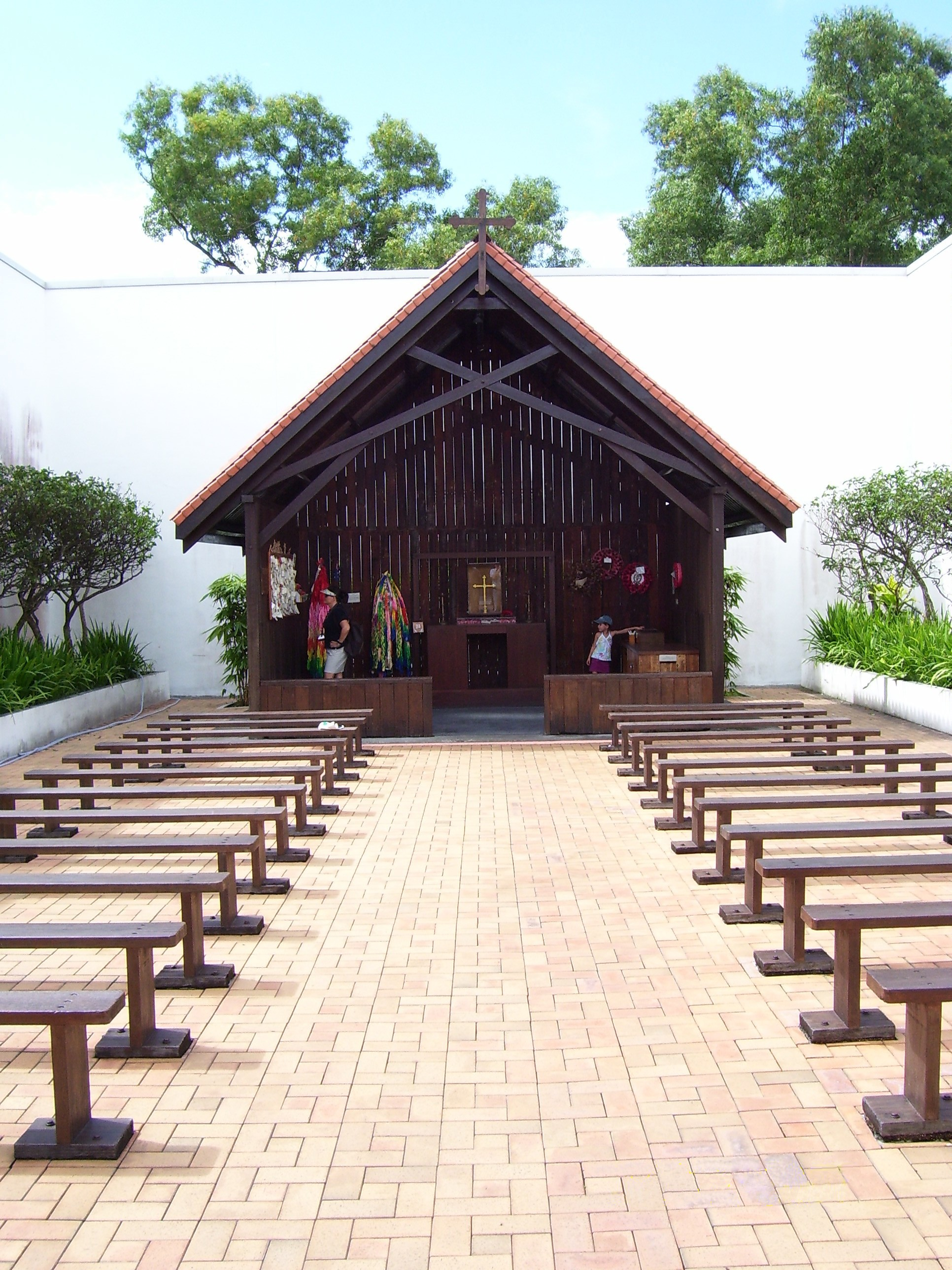
De oorspronkelijke kapel werd gebouwd door krijgsgevangenen. De replica van de kapel werd in 1988 in Singapore gebouwd en verhuisde in 2001 naar de huidige locatie.